# Quark-nova
Una quark-nova è un'ipotetica esplosione creata dalla trasformazione di una stella di neutroni in una stella di quark. Analogamente a una supernova che porta alla nascita di una stella di neutroni, una quark nova segnala la creazione di una stella di quark. Il termine quark-nova è stato suggerito e coniato nel 2002 da Rachid Ouyed e dalla dottoresse J. Dey e M. Dey della Calcutta University in India.

## Modello scientifico
Quando una stella a neutroni rallenta la sua rotazione, esiste la possibilità che si trasformi in una stella di quark per mezzo di un processo chiamato confinamento dei quark. La stella risultante conterrebbe al suo interno materia di quark. Il processo inoltre rilascerebbe un'immensa quantità di energia, che spiegherebbe le più potenti esplosioni energetiche nell'universo; è stato stimato che una quantità di energia pari a 1046 J potrebbe essere rilasciata dalla transizione di fase dentro a una stella di neutroni.
Le quark-novae potrebbero essere una delle cause dei lampi gamma. 
Secondo Prashanth Jaikumar, Bradley S. Meyer, Kaori Otsuki e Rachid Ouyed, esse potrebbero avere anche un ruolo nella produzione di elementi pesanti come il platino attraverso il processo r di nucleosintesi.

## Candidati
Stelle di neutroni che ruotano ad alta velocità con masse comprese tra 1,5 e 1,8 masse solari sono teoricamente le migliori candidate per effettuare una trasformazione a causa del loro rallentamento causato dalla legge di Hubble. Esse sono dunque una piccola percentuale della quantità di stelle di neutroni ipotizzata. Una moderata stima basata su ciò, indica che potrebbero avvenire fino a due quark-novae nell'universo osservabile ogni giorno.
Teoricamente, le stelle di quark non dovrebbero emettere onde radio, quindi stelle di neutroni che non emettono onde radio potrebbero essere stelle di quark.

## Osservazioni
Prove dirette di quark-novae sono scarse; comunque, recenti osservazioni delle supernove SN 2006gy, SN 2005gj e SN 2005ap potrebbero dimostrare la loro esistenza.